# The Duke Spirit
The Duke Spirit – brytyjski zespół rockowy założony w 2003 roku przez wokalistkę Lielę Moss i gitarzystę Luke Forda.

## Skład
- Liela Moss – wokal
- Luke Ford – gitara
- Dan Higgins – gitara
- Toby Butler – gitara basowa
- Olly "The Kid" Betts – perkusja

## Dyskografia
- Cuts Across The Land (2005)
- Neptune (2008)